# Pčinja (rivière)
Pour les articles homonymes, voir Pčinja.
La Pčinja (en serbe : Пчиња ; en macédonien : Пчиња) est une rivière de Serbie et de Macédoine du Nord. Sa longueur est de 128 km. Elle est un affluent gauche du Vardar. La Pčinja appartient au bassin versant de la mer Égée.

## Géographie
Son propre bassin couvre une superficie de 3 140 km2, dont 1 247 km2 en Serbie et 1 893 km2 en Macédoine du Nord[réf. nécessaire]. La rivière n'est pas navigable.

### En Serbie
La Pčinja naît de la réunion de plusieurs ruisseaux qui prennent leur source sur les pentes occidentales du mont Dukat. Ces ruisseaux se rencontrent à la hauteur du village de Radovnica. La rivière coule ensuite vers l'ouest et, sur cette partie de son cours, elle est connue sous le nom de Tripušnica (en cyrillique : Трипушница). Elle crée alors la micro-région de la Pčinja, qui a comme centre la localité de Trgovište. La Tripušnica reçoit alors les eaux de son affluent gauche, la Lesnička reka (Лесничка река) et poursuit sa course vers l'ouest sous le nom de Pčinja.
La Pčinja passe ensuite près des pentes septentrionales de la Široka Planina et près de Šajince, où elle reçoit sur sa droite la Koćurica (Коћурица). Elle est entravée dans sa course vers l'ouest par le mont Rujen, qui la contraint à obliquer vers le sud. Elle coule alors dans une étroite vallée située entre les monts Rujen et Kozjak. Le monastère de Prohor Pčinjski est situé dans cette vallée. Puis, après un parcours de 45 km en Serbie, la Pčinja franchit la frontière macédonienne.

#### Région
La région de la Pčinja se dépeuple rapidement : en 1971, elle comptait 12 556 habitants et, en 2002, 6 372, soit une baisse de 50 %. Elle est également considérée comme une des moins développées de Serbie.

### En Macédoine du Nord

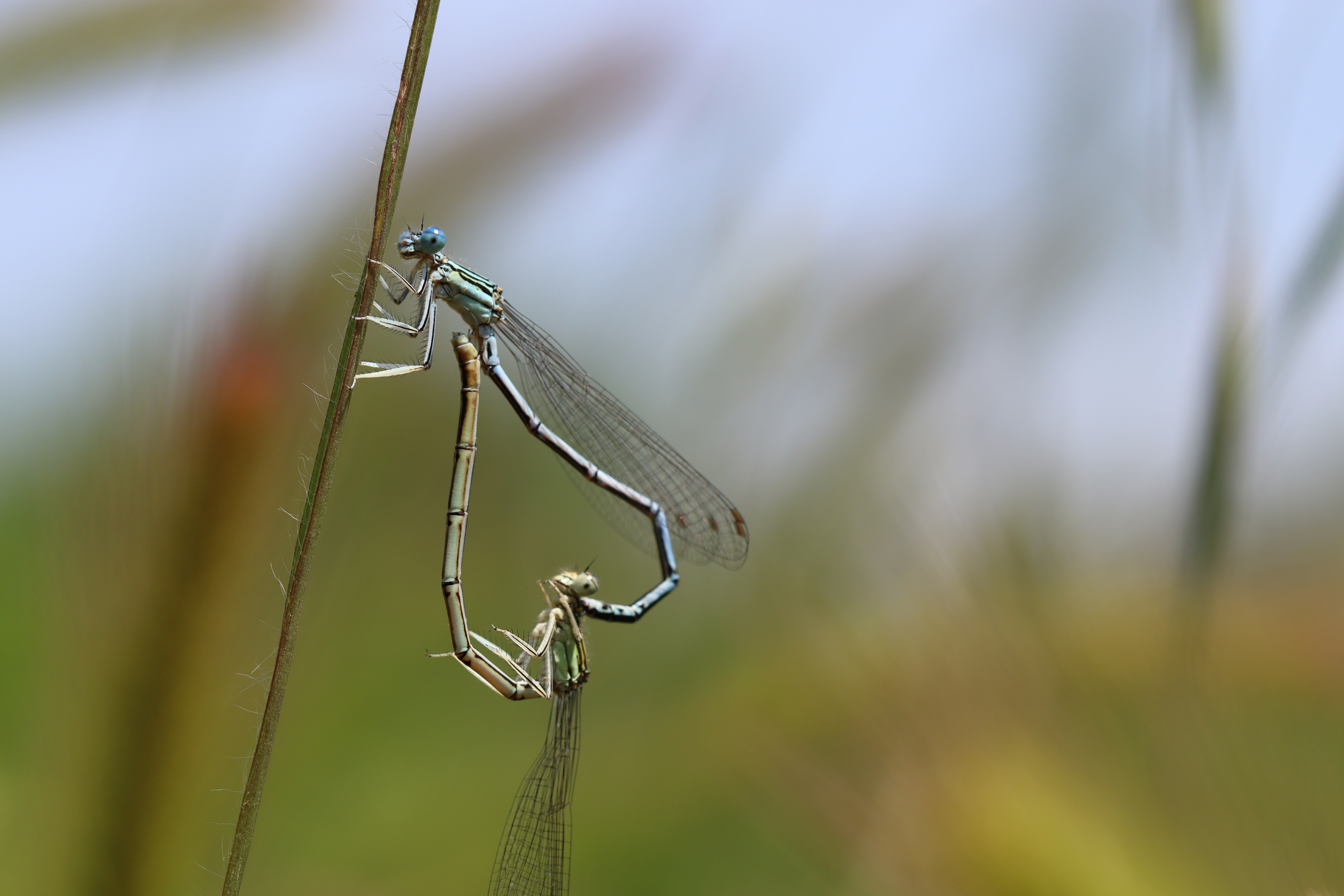
Accouplement d'odonata près de Pčinja (rivière) en Macédoine du Nord. Mai 2022.

Sur les 83 km restants de son cours, la rivière se dirige vers le sud-ouest. Elle longe notamment les villages de Karlovtsé, Dragomantsé, Strnovats, Voynik, Klétchévtsé, Ptchinya, Stoudena Bara et Katlanovo, près de Katlanovska Banya, la station thermale la plus réputée de Macédoine du Nord. Le cours supérieur de la rivière crée la micro-région de Sredorek (en macédonien : Средорек) et la micro-région de Kotortsi (Которци), séparées par la gorge de Bader (Бадерска клисура). La Pčinja suit le versant occidental du mont Gradichtanska et se jette dans le Vardar à la gorge de Taor, à mi-chemin entre les villes de Skopje et de Vélès.

## Affluents
En Macédoine du Nord, les affluents les plus importants de la Pčinja sont la Bistritsa, la Petrochnica et la Kriva reka, sur la gauche, et la Kumanovska, sur sa droite.